# Paulino de la Fuente
Paulino de la Fuente Gómez (ur. 27 czerwca 1997 w Santanderze) – hiszpański piłkarz występujący na pozycji skrzydłowego, od 2023 roku zawodnik Realu Oviedo.